# 642-й пушечный артиллерийский полк
642-й пушечный артиллерийский ордена Ленина Краснознамённый ордена Суворова полк Резерва Главного Командования — воинское формирование Вооружённых Сил СССР, принимавшее участие в Великой Отечественной войне.
Условное наименование — войсковая часть полевая почта (в/ч пп) № 45982.
Сокращённое наименование — 642 пап РГК.

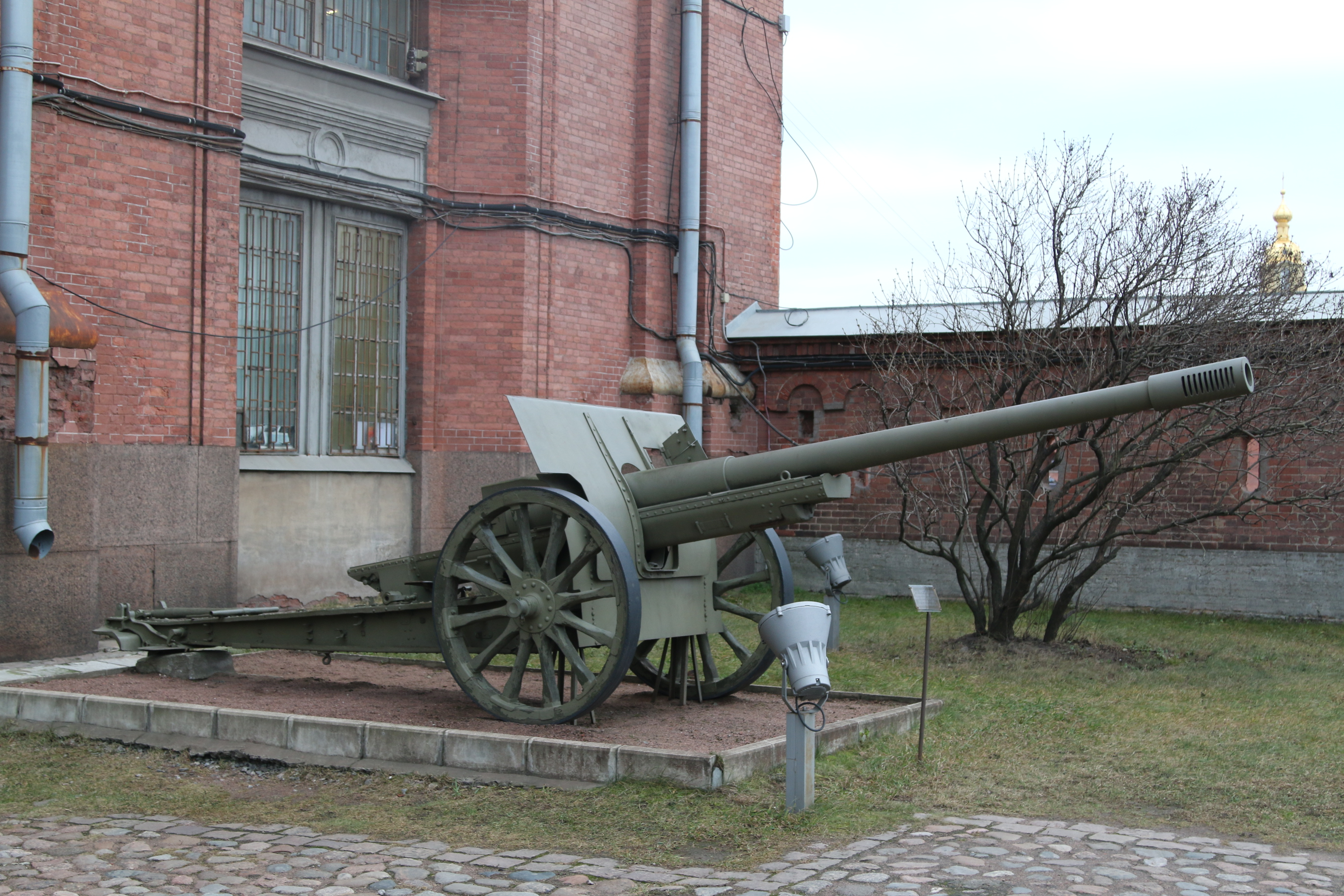
107-мм пушка образца 1910/30 годов

## История формирования
В сентябре 1941 года на основании Директивы Народного Комиссара Обороны СССР № 107601 от 22 сентября 1941 года на основе 3-го дивизиона 594-го тяжёлого пушечного артиллерийского полка Артиллерии резерва Главного командования МВО был сформирован 642-й тяжёлый пушечный артиллерийский полк АРГК (на основе 1-го дивизиона был сформирован 594-й пап АРГК, на основе 2-го — 602-й пап АРГК), по штату № 08/111, в составе 2-х дивизионов по три двухорудийных батареи 107-мм пушек образца 1910/30 годов. Полк проходил формирование с 23 сентября по 1 октября 1941 года, в Калужских казармах города Шуя. На укомплектование полка был направлен рядовой, младший и средний начальствующий состав призванный из районов Ивановской области.
1 октября 1941 года полк получил боевой приказ на погрузку с задачей для следования по железной дороге на фронт. 2 октября на железнодорожной станции города Шуя полк отгрузился двумя эшелонами. Во время следования по железной дороге 1-й эшелон полка в 19.00 5 октября потерпел крушение, было опрокинуто семь вагонов с боеприпасами и автомашинами с горючим, уничтожено 11 автомашин, 3 трактора, 5 прицепов, боеприпасы, погибло 6 человек, ранено 11 человек.
Численный и боевой состав полка на 1 ноября 1941 года: людей — 700, автомашин грузовых — 50, винтовок — 468, ручных пулемётов — 9, ППД — 3, пушек 107-мм — 10.

## Участие в боевых действиях
Период вхождения в действующую армию: 6 октября 1941 года — 9 мая 1945 года.
6 октября 1941 года полк двумя эшелонами прибыл на станцию Ахтырка Сумской области и 7 октября вошёл в состав 21-й армии. С 10 по 15 октября в районе Ахтырка, Детское Местечко, Хухря полк поддерживал 295-ю стрелковую дивизию. Полк в течение 4-х суток сдерживал наступление пехоты и танков противника, не допуская форсирования противником реки Ворскла. В результате артиллерийского огня было уничтожено в районе Детское Местечко и на переправе в деревне Заречье до 1,5 батальонов пехоты противника, подбито 2 танка, уничтожена противотанковая пушка, 40 автомашин, захвачен оставленный противником штабной автобус с ценными документами. Противник в панике отступил. Полк имел потери в материальной части, подбито было 2 орудия, из которых одно введено в действие 14 октября. Полк прикрывал отход частей 21-й армии в том числе и 295-й сд, отходящих по маршруту: Ахтырка, Правдинский сахарный завод, Большая Писаревка, Гайворон, Новоборисовка, Белгород, Шебекино, Поповка, Слоновка, Новый Оскол. По прибытии в Новый Оскол 2 ноября 1941 года полк по приказу командующего 21-й армией сосредоточился в селе Старая Безгинка, где с 4 ноября по 30 ноября 1941 года занимался боевой и политической подготовкой.
2 декабря по приказу командующего 21-й армией полк сосредоточился в городе Новый Оскол для погрузки и следования по железной дороге на станцию Касторное. После разгрузки передислоцировался в деревню Скакун, где по приказу штаба Юго-западного фронта поступил в распоряжение 1-й гвардейской стрелковой дивизии. С 3 декабря 1941 года по 5 января 1942 года полк участвовал в боях, поддерживая 1-ю гв. сд в районе боевых действий: Дубовец, Богатые Плоты, Пятницкое, Кошкино, Измалково, Рассошное, Хомутово, Дьячковское, Карповка, Синковец, Берёзовец, Труды Меряева, Красный и другие поселения Орловской области. За период участия в боевых операциях, полк своим огнём успешно обеспечивал продвижение вперёд частей 1-й гв. сд, нанося противнику большие потери в живой силе и технике.
5 января 1942 года полк поступил в распоряжение 13-й армии. С 7 по 15 января полк поддерживал 129-ю танковую бригаду в районе боевых действий Верхний Жерновец, Муратовка, Сенное. С 16 января полк действуя с 132-й стрелковой дивизией, неоднократно успешно отражал контратаки противника нанося ему большие потери в живой силе.

10 ноября 1942 года полк осуществил погрузку на станции Ливны и был отправлен двумя эшелонами на станцию Лобаново, где разгрузился в течение 11—12 ноября. 13 ноября, на основании приказа Народного комиссара обороны СССР № 00226 от 31 октября 1942 года и приказа Брянского фронта № 0070 от 4 ноября 1942 года, полк вошёл в состав 5-й артиллерийской дивизии РГК и приступил к оборудованию огневых позиций и занятиям по боевой и политической подготовке.
11 декабря 1942 года 642-й и 753-й пушечные артиллерийские полки вошли в состав вновь сформированной 24-й тяжёлой пушечной артиллерийской бригады 5-й артиллерийской дивизии.

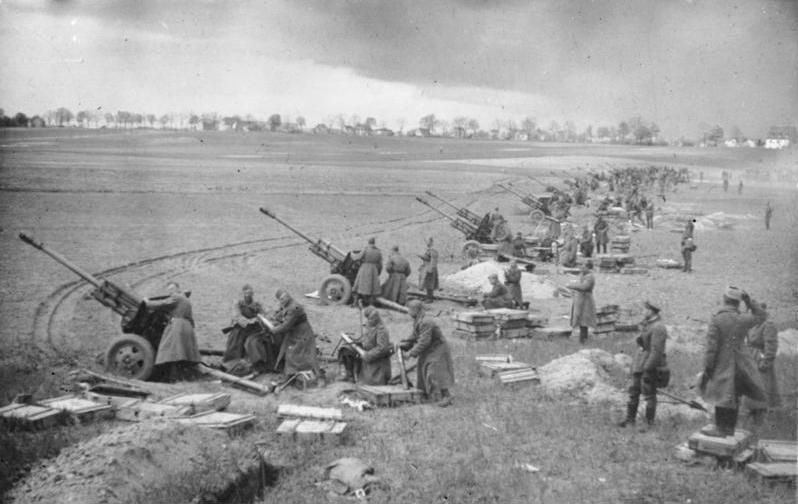
Советская артиллерия на подступах к Берлину, апрель 1945 года.

На основании директивы командующего артиллерией ГСОВГ № 7/00783 от 21 июня 1945 года, в июле 1945 года 24-я пушечная артиллерийская бригада (642-й и 753-й пушечные артиллерийские полки) была выведена из состава 5-й артиллерийской Калинковичской Краснознамённой дивизии прорыва и передана на комплектование вновь создаваемой 32-й пушечной артиллерийской дивизии (в/ч 78254), при этом бригада была переформирована в 4-х дивизионный состав и получила наименование 24-я пушечная артиллерийская Берлинская ордена Ленина трижды Краснознамённая дважды орденов Суворова бригада. Все награды и почётные наименования 642-го и 753-го пушечных артиллерийских полков были переданы бригаде. 32-я пушечная артиллерийская дивизия была расформирована летом 1947 года.

## Полное наименование
- 642-й тяжёлый пушечный артиллерийский полк АРГК
- 642-й пушечный артиллерийский полк РГК
- 642-й артиллерийский полк РГК
- 642-й пушечный артиллерийский ордена Ленина Краснознамённый ордена Суворова полк 24-й пушечной артиллерийской Краснознамённой ордена Суворова бригады 5-й артиллерийской Калинковичской Краснознамённой дивизии прорыва, 4-го артиллерийского Берлинского Краснознамённого корпуса прорыва РГК

## Подчинение
| Подчинение | Подчинение               | Подчинение                                 | Подчинение                        | Подчинение                         | Подчинение                           | Подчинение                      |
| Дата       | Фронт (округ)            | Армия                                      | Корпус                            | Дивизия                            | Бригада                              | Примечания                      |
| ---------- | ------------------------ | ------------------------------------------ | --------------------------------- | ---------------------------------- | ------------------------------------ | ------------------------------- |
| 01.10.1941 | Московский военный округ | -                                          | -                                 | -                                  | -                                    | -                               |
| 07.10.1941 | Юго-западный фронт       | 21-я армия                                 | -                                 | -                                  | -                                    | поддерживал 295-ю сд            |
| 01.11.1941 | Юго-западный фронт       | 21-я армия                                 | -                                 | -                                  | -                                    | -                               |
| 01.12.1941 | Юго-западный фронт       | 21-я армия                                 | -                                 | -                                  | -                                    | поддерживал 1-ю гв. сд          |
| 01.01.1942 | Брянский фронт           | Оперативная группа генерала Костенко Ф. Я. | -                                 | -                                  | -                                    | поддерживал 129-ю тбр, 132-ю сд |
| 01.02.1942 | Брянский фронт           | 13-я армия                                 | -                                 | -                                  | -                                    | -                               |
| 01.03.1942 | Брянский фронт           | 13-я армия                                 | -                                 | -                                  | -                                    | -                               |
| 01.04.1942 | Брянский фронт           | 13-я армия                                 | -                                 | -                                  | -                                    | -                               |
| 01.05.1942 | Брянский фронт           | 13-я армия                                 | -                                 | -                                  | -                                    | -                               |
| 01.06.1942 | Брянский фронт           | 13-я армия                                 | -                                 | -                                  | -                                    | -                               |
| 01.07.1942 | Брянский фронт           | 13-я армия                                 | -                                 | -                                  | -                                    | -                               |
| 01.08.1942 | Брянский фронт           | 13-я армия                                 | -                                 | -                                  | -                                    | -                               |
| 01.09.1942 | Брянский фронт           | 13-я армия                                 | -                                 | -                                  | -                                    | -                               |
| 01.10.1942 | Брянский фронт           | 13-я армия                                 | -                                 | -                                  | -                                    | -                               |
| 01.11.1942 | Брянский фронт           | 13-я армия                                 | -                                 | -                                  | -                                    | -                               |
| 01.12.1942 | Брянский фронт           | фронтового подчинения                      | -                                 | 5-я артиллерийская дивизия         | 24-я пушечная артиллерийская бригада | -                               |
| 01.01.1943 | Брянский фронт           | фронтового подчинения                      | -                                 | 5-я артиллерийская дивизия         | 24-я пушечная артиллерийская бригада | -                               |
| 01.02.1943 | Брянский фронт           | 13-я армия                                 | -                                 | 5-я артиллерийская дивизия         | 24-я пушечная артиллерийская бригада | -                               |
| 01.03.1943 | Брянский фронт           | 13-я армия                                 | -                                 | 5-я артиллерийская дивизия         | 24-я пушечная артиллерийская бригада | -                               |
| 01.04.1943 | Центральный фронт        | 13-я армия                                 | -                                 | 5-я артиллерийская дивизия         | 24-я пушечная артиллерийская бригада | -                               |
| 01.05.1943 | Центральный фронт        | 13-я армия                                 | -                                 | 5-я артиллерийская дивизия         | 24-я пушечная артиллерийская бригада | -                               |
| 01.06.1943 | Центральный фронт        | 13-я армия                                 | 4-й артиллерийский корпус прорыва | 5-я артиллерийская дивизия         | 24-я пушечная артиллерийская бригада | -                               |
| 01.07.1943 | Центральный фронт        | 13-я армия                                 | 4-й артиллерийский корпус         | 5-я артиллерийская дивизия         | 24-я пушечная артиллерийская бригада | -                               |
| 01.08.1943 | Центральный фронт        | 70-я армия                                 | 4-й артиллерийский корпус прорыва | 5-я артиллерийская дивизия         | 24-я пушечная артиллерийская бригада | -                               |
| 01.09.1943 | Центральный фронт        | 65-я армия                                 | 4-й артиллерийский корпус прорыва | 5-я артиллерийская дивизия         | 24-я пушечная артиллерийская бригада | -                               |
| 01.10.1943 | Центральный фронт        | фронтового подчинения                      | 4-й артиллерийский корпус прорыва | 5-я артиллерийская дивизия         | 24-я пушечная артиллерийская бригада | -                               |
| 01.11.1943 | Белорусский фронт        | 65-я армия                                 | 4-й артиллерийский корпус прорыва | 5-я артиллерийская дивизия         | 24-я пушечная артиллерийская бригада | -                               |
| 01.12.1943 | Белорусский фронт        | фронтового подчинения                      | 4-й артиллерийский корпус прорыва | 5-я артиллерийская дивизия         | 24-я пушечная артиллерийская бригада | -                               |
| 01.01.1944 | Белорусский фронт        | 65-я армия                                 | 4-й артиллерийский корпус прорыва | 5-я артиллерийская дивизия         | 24-я пушечная артиллерийская бригада | -                               |
| 01.02.1944 | Белорусский фронт        | 65-я армия                                 | 4-й артиллерийский корпус прорыва | 5-я артиллерийская дивизия прорыва | 24-я пушечная артиллерийская бригада | -                               |
| 01.03.1944 | 1-й Белорусский фронт    | 65-я армия                                 | 4-й артиллерийский корпус прорыва | 5-я артиллерийская дивизия прорыва | 24-я пушечная артиллерийская бригада | -                               |
| 01.04.1944 | 1-й Белорусский фронт    | фронтового подчинения                      | 4-й артиллерийский корпус прорыва | 5-я артиллерийская дивизия прорыва | 24-я пушечная артиллерийская бригада | -                               |
| 01.05.1944 | 1-й Белорусский фронт    | фронтового подчинения                      | 4-й артиллерийский корпус прорыва | 5-я артиллерийская дивизия прорыва | 24-я пушечная артиллерийская бригада | -                               |
| 01.06.1944 | 1-й Белорусский фронт    | фронтового подчинения                      | 4-й артиллерийский корпус прорыва | 5-я артиллерийская дивизия прорыва | 24-я пушечная артиллерийская бригада | -                               |
| 01.07.1944 | 1-й Белорусский фронт    | фронтового подчинения                      | 4-й артиллерийский корпус прорыва | 5-я артиллерийская дивизия прорыва | 24-я пушечная артиллерийская бригада | -                               |
| 01.08.1944 | 1-й Белорусский фронт    | фронтового подчинения                      | 4-й артиллерийский корпус прорыва | 5-я артиллерийская дивизия прорыва | 24-я пушечная артиллерийская бригада | -                               |
| 01.09.1944 | 1-й Белорусский фронт    | 70-я армия                                 | -                                 | 5-я артиллерийская дивизия прорыва | 24-я пушечная артиллерийская бригада | -                               |
| 01.10.1944 | 1-й Белорусский фронт    | 70-я армия                                 | -                                 | 5-я артиллерийская дивизия прорыва | 24-я пушечная артиллерийская бригада | -                               |
| 01.11.1944 | 1-й Белорусский фронт    | 47-я армия                                 | -                                 | 5-я артиллерийская дивизия прорыва | 24-я пушечная артиллерийская бригада | -                               |
| 01.12.1944 | 1-й Белорусский фронт    | фронтового подчинения                      | 4-й артиллерийский корпус прорыва | 5-я артиллерийская дивизия прорыва | 24-я пушечная артиллерийская бригада | -                               |
| 01.01.1945 | 1-й Белорусский фронт    | 69-я армия                                 | 4-й артиллерийский корпус прорыва | 5-я артиллерийская дивизия прорыва | 24-я пушечная артиллерийская бригада | -                               |
| 01.02.1945 | 1-й Белорусский фронт    | 33-я армия                                 | -                                 | 5-я артиллерийская дивизия прорыва | 24-я пушечная артиллерийская бригада | -                               |
| 01.03.1945 | 1-й Белорусский фронт    | 47-я армия                                 | -                                 | 5-я артиллерийская дивизия прорыва | 24-я пушечная артиллерийская бригада | -                               |
| 01.04.1945 | 1-й Белорусский фронт    | 47-я армия                                 | -                                 | 5-я артиллерийская дивизия прорыва | 24-я пушечная артиллерийская бригада | -                               |
| 01.05.1945 | 1-й Белорусский фронт    | 3-я ударная армия                          | 4-й артиллерийский корпус прорыва | 5-я артиллерийская дивизия прорыва | 24-я пушечная артиллерийская бригада | -                               |

## Командный и начальствующий состав

### Командиры полка
- Цыганков Пётр Григорьевич (25.9.1941 — 03.01.1942), майор
- Савицкий Валентин Эммануилович (03.01.1942 — 04.1942), подполковник
- Керп Владимир Мартынович (05.1942 — 13.01.1943), майор, подполковник
- Буланенков Василий Тимофеевич (13.01.1943 — 16.01.1943), майор, ВРИД
- Сигин Алексей Георгиевич (16.01.1943 — 10.1943), подполковник, полковник
- Гришин Михаил Семёнович (10.1943 — 1945), подполковник

### Заместители командира по политической части
- Петькун Василий Митрофанович (26.9.1941 — 22.07.1942), батальонный комиссар

### Заместители командира по строевой части
- Тарасенко Степан Кузьмич ( — 11.12.1942), майор

### Начальники штаба полка
- Стоцкий Владислав Станиславович ( — 14.10.1941), капитан
- Дмитриенко Николай Пантелеймонович (9.12.1941 — 01.1942), капитан
- Данилов (15.5.1942 — 15.09.1942), капитан, майор

## Награды
| Награда (наименование)     | Дата награждения                                                            | За что получена |
| -------------------------- | --------------------------------------------------------------------------- | --- |
| Орден Ленина               | награждён указом Президиума Верховного Совета СССР от 21 сентября 1943 года | за образцовое выполнение боевых заданий командования на фронте борьбы с немецкими захватчиками и проявленные при этом доблесть и мужество                               |
| Орден Красного Знамени     | награждён указом Президиума Верховного Совета СССР от 14 февраля 1943 года  | за образцовое выполнение боевых заданий командования на фронте борьбы с немецкими захватчиками и проявленные при этом доблесть и мужество                               |
| Орден Суворова III степени | награждён указом Президиума Верховного Совета СССР от 11 июня 1945 года     | за образцовое выполнение заданий командования в боях с немецкими захватчиками при овладении столицей Германии городом Берлин и проявленные при этом доблесть и мужество |

## Отличившиеся воины полка
| Награда | Ф. И. О.                       | Должность                   | Звание                             | Дата награждения     | Примечания |
| ------- | ------------------------------ | --------------------------- | ---------------------------------- | -------------------- | ---------- |
|         | Незнакин Алексей Тарасович     | командир отделения разведки | Сержант                            | 21 февраля 1945 года |            |
|         | Стренаков Прокофий Аверьянович | командир взвода управления  | Лейтенант артиллерии Красной Армии | 24 декабря 1943 года |            |

## Память

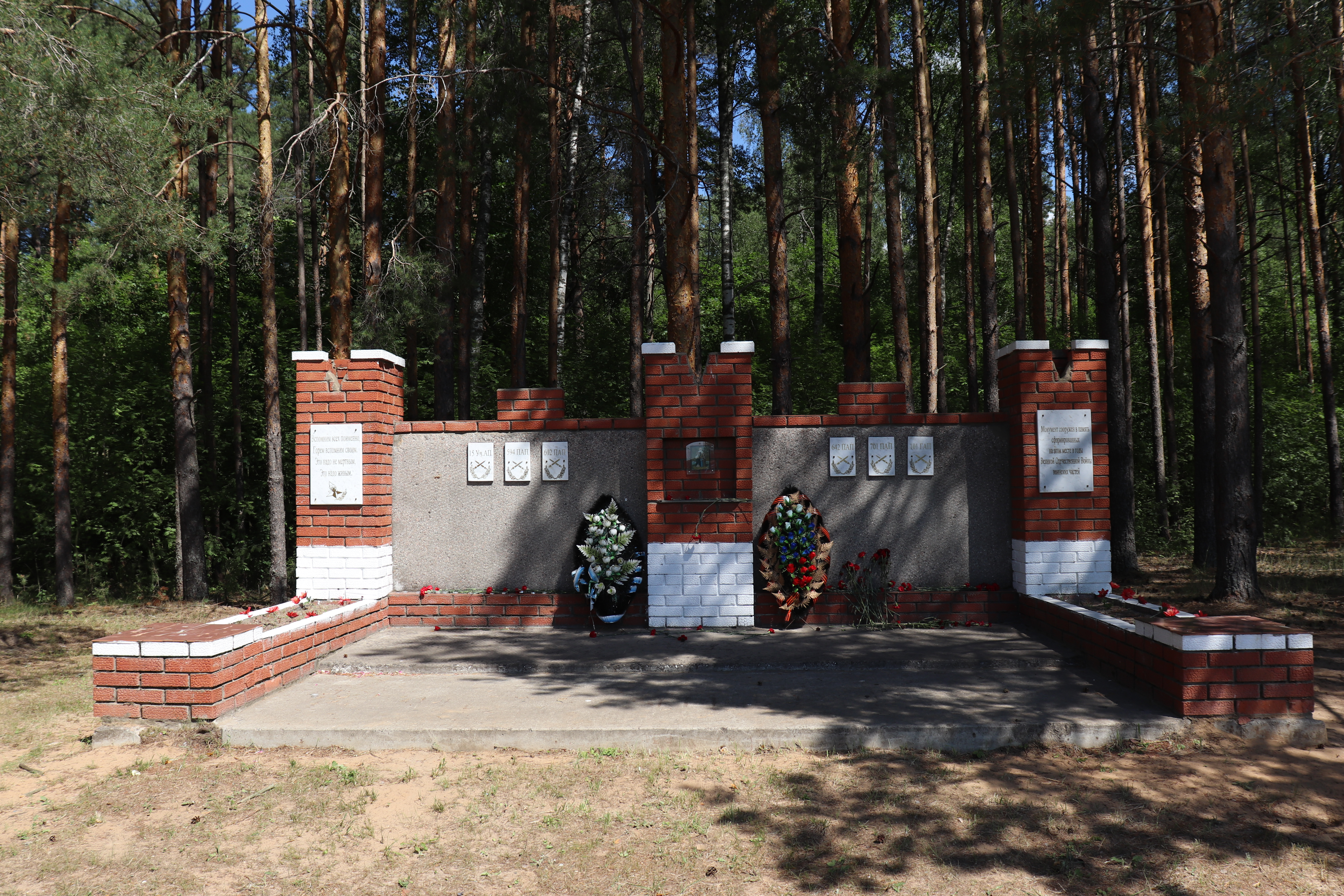
Мемориал памяти о сформированных на Шуйской земле войсковых частях, у деревни Косячево.

- Благодаря совместной работе Совета ветеранов 602-го пушечного артиллерийского полка и клуба «Поиск» шуйской школы № 18 в 1975 году у деревни Косячево Шуйского района был установлен памятный знак о сформированных на Шуйской земле войсковых частях: 602-го пушечного и 101-го гаубичного артиллерийских полках. Со временем удалось установить наименования ещё четырёх сформированных артиллерийских полках: 15-го учебного, 594-го, 642-го и 701-го пушечных. Поэтому Шуйский совет ветеранов военной службы выступил с инициативой возведения на этом месте нового монумента, который был открыт 28 июня 2009 года.